# كابرانيكا (لاتسيو)
كابرانيكا (كابرانشيس: كابرا) هي محافظة (بلدية) في مقاطعة فيتيربو في منطقة لاتسيو الإيطالية، وتقع على بعد حوالي 55 كيلومتر (34 ميل) شمال غرب GRA (Grande Raccordo Anulare ، الطريق السريع المداري في روما)، 66 كيلومتر (41 ميل) من وسط روما، و 24.5 كيلومتر (15.2 ميل) جنوب شرق فيتربو.

## جغرافية
تقع بلدية كابرانيكا عند سفح الجبال البركانية المنقرضة، سيميني وساباتيني. المناظر الطبيعية للمنطقة بركانية - تلال تتخللها وديان مشجرة وأنهار مغطاة بعمق وينابيع حارة وقرى وبلدات قديمة على تاف صخري. حوالي 6 كم (3 mi) إلى الشمال من كابرانيكا توجد فوهة البركان - بحيرة Vico ؛ في 510 متر (1,670 قدم) فوق مستوى سطح البحر وهي واحدة من أعلى البحيرات الإيطالية الكبرى. جنوب المدينة 17 كيلومتر (11 ميل) هي بحيرة فوهة بركان أخرى، براتشيانو، يبلغ محيطها حوالي 32 كيلومتر (20 ميل) ؛ كان هذا هو مصدر المياه في روما القديمة ولا يزال يستخدم لهذا الغرض كواحد في النظام.
تقع كابرانيكا على تل يطل على وادي سوتري، على طريق كاسيا - الطريق الشمالي للإمبراطورية الرومانية، والذي ربما تم بناؤه في القرن الثاني قبل الميلاد. تقع على حدود بلديات باربارانو رومانو وباسانو رومانو ورونسيجليوني وسوتري وفيجانو يوجد قطار ركاب من محطة كابرانيكا سكالو إلى روما وڤيتربو. جمال المنطقة وقربها من البحيرات والمتنزهات الطبيعية والمتنزهات الأثرية والينابيع الحارة وبُعدها المريح عن العاصمة والمطارات يجذب السياح الإيطاليين، وخاصة أولئك القادمين من روما. يمتلك العديد من الرومان منازل ثانية في كابرانيكا حيث تتعدد العقارات الفاخرة. ومع ذلك، فإن السياح الأجانب يزورون كابرانيكا بشكل متكرر أقل بكثير من الإيطاليين.
تتكون بلدة كابرانيكا من ثلاثة أجزاء متميزة. تقع المنطقتان القديمتان من البلدة على قمة صخرة منحدرة بين وديان شديدة التآكل. كاستروفيتشيو هو جزء من العصور الوسطى وأقدم جزء من كابرانيكا. شوارعها الضيقة والمتعرجة وساحاتها الصغيرة وقصرها النبيل محروسة بواسطة قطرات متدفقة وجدران دفاعية هائلة داخل بوابتين رئيسيتين: بورتا سان بيترو في الشرق، مبنية في جدار مرتفع فوق فيا كاسيا، وبورتا ديل بونتي ((على مدار الساعة))في الغرب حيث تمتزج مع قلعة أنغيلارا القديمة. قام فيديريكو فليني بتصوير مشهد صغير لفيلمه الشهير لا دولتشي ڤيتا خارج كاستروفيتشيو أسفل بوابة الجسر. إلى الغرب من هذه البوابة يمتد قسم عصر النهضة (1380–1600) من كابرانيكا.
وإنه مغلق من أحدث جزء من المدينة، والذي يقع خارج أسوار المدينة، مع بوابة القرن السابع عشر، بورتا سانت أنطونيو. عبر فرانشيجينا، طريق الحج العظيم الذي يعود إلى العصور الوسطى، والذي كان يقود من مدينة كانتربري الكاتدرائية الإنجليزية عبر سويسرا وفرنسا إلى روما، لا يزال يسير بجانب أسوار مدينة كابرانيكا والجروف المنحدرة أسفلها مباشرة، ولا يزال الحجاج يسيرون على طولها حتى اليوم.

## صناعة
الزراعة هي الصناعة المهمة في المنطقة. إيطاليا هي ثاني أكبر دولة منتجة للبندق في العالم و 28٪ من البندق يأتي من هنا. تعد مزارع البندق مشهدًا مألوفًا أينما كان المرء يقود سيارته، من أو إلى كابرانيكا. توجد أيضًا حدائق السوق وبساتين الفاكهة وبساتين الزيتون ومزارع الألبان والأغنام .

## تاريخ
تقع مدينة كابرانيكا في منطقة توسيا التاريخية، وهو الاسم القديم لإتروريا الجنوبية، وأرض الأتروسكان ومعقل أعظم حضارة في إيطاليا قبل العصر الروماني وأوائل العصر الروماني (القرنين التاسع والثالث قبل الميلاد). ترك الأتروسكان الكثير من البقايا الأثرية، معظمها مقابر، في جميع أنحاء كابرانيكا: في سوتري، باربارانو رومانو، بليرا، تاركوينيا، فيتربو إلخ. موقع غير عادي هو موقع مقبرتين، كل منهما بغرفتين، في ركام أرض مستوٍ جزئيًا في حقول فالي كابيلانا، على الطريق بين كورا وبليرا، 15 كم شمال كابرانيكا. يحتوي أحدها على سقف عوارض منحوت وأعمدة محززة مع تيجان دورانية إتروسكان منحوتة وقواعد مربعة وثلاثة أسرة ترسيب مزخرفة. على الرغم من أن هذه الأماكن وغيرها من الأماكن الأترورية الرائعة والمثيرة للذكريات يسهل الوصول إليها من كابرانيكا، إلا أنه لم يتم العثور على أي شيء في المدينة نفسها على الرغم من أن موقعها، على جبين الرابط الوحيد بين جنوب ووسط إتروريا، كان ذا أهمية إستراتيجية.
تقول الأسطورة أنه في القرن الثامن الميلادي فر رعاة من قرية فيكوس ماتريني من غزو اللومبارديين واستقروا على تلة التوف، التي اختاروها من أجل السلامة والجمال والهواء الصحي. أصبحت هذه المستوطنة تعرف باسم كابرانيكا، كابرا تعني الماعز.
عبر شارلمان، ملك الفرنجة وإيطاليا، مؤسس الإمبراطورية الكارولنجية، كابرانيكا في عام 800 في طريقه إلى روما ليتوج إمبراطورًا للرومان. ربما يكون قد اتبع طريق فرانشيجينا، الذي ذكره الأسقف ويليبالد من إيشستات في بافاريا لأول مرة في سجل سفره لعام 725.
لم يسمع الكثير عن كابرانيكا لفترة طويلة ومع ذلك، فإن الإشارة التالية لكابرانيكا تجلب الأخبار السيئة عن الفصائل المتحاربة وهجمات قطاع الطرق وسفك الدماء والدمار. فرانشيسكو بتراركا، المعروف بالإنجليزية باسم بترارك (1304–1374)، عالم وشاعر وأحد أوائل علماء الإنسانية، أمضى شهرًا في كابرانيكا كضيف على بيت أنغيلارا النبيل وكتب عن المزارعين الشجعان هناك الذين عملوا هناك. كانت حقولهم دائمًا سيفًا ورمحًا ملقاة في الأخاديد جاهزة للدفاع عن أنفسهم ومنازلهم.
جعلت عائلة أنغيلارا القوية من كابرانيكا مركز إقطاعتهم. لا يزال قصرهم موجودًا، وقد تم تكييفه الآن لإيواء المزيد من الأشخاص. كان أنغيلاراس رعاة الفن وبناة الكنائس. في أحدهم، سان فرانشيسكو في جزء عصر النهضة من المدينة، دفنوا ابنيهما التوأم فرانشيسكو (1406 م) ونيكولا (1408 م). يظهر التمثال الرخامي على القبر شابين نائمين يرتديان درعًا وفي أيديهما سيوف.
وصلت أصداء الثورة الفرنسية (1789-1799) إلى المنطقة وتسببت في اضطرابات ودمار في بلدات قريبة من رونسيجليوني وباسانو رومانو ومونتيرانو لكن كابرانيكا لم تتأثر. جلب نظام نابليون (1804-1815) قوانين وإدارة محسّنة لكابرانيكا وكذلك التجنيد العسكري، والمشاركة القسرية في حروب بعيدة ودامية، وترحيل أولئك الذين أرادوا البقاء موالين للنظام القديم.
بينما كان كل هذا يحدث، مر جوزيبي مازيني (1805-1872) السياسي والصحفي والناشط من أجل توحيد إيطاليا، والمدافع عن الولايات المتحدة الأوروبية قبل قرن من بدء الاتحاد الأوروبي بالتشكل، عبر كابرانيكا في طريقه إلى روما وأعرب عن إعجابه الشديد بالمناظر البركانية والمقابر الصخرية الأترورية على طول الطريق.

## المعالم السياحية الرئيسية
تشمل المعالم السياحية في كابرانيكا
- حي القرون الوسطى مع العديد من المنازل الريفية والبوابات والقصور (بيازا ديل بالازاشيو، فيا ديلا فيسينيلا)؛
- كنيسة سان بيترو، التي بنيت في القرن التاسع
- بوابة مستشفى القديس سيباستيان، التي تنتمي إلى كنيسة سان جيوفاني من القرن الثالث عشر. ربما تم استرداده سابقًا من كنيسة سانتا ماريا في فيكوس ماتريني
- كنيسة سان فرانشيسكو (القرن 13-16) مع لوحات جدارية على طراز مايكل أنجلو ودمية قبر لبيترو دا جالدو من فرانشيسكو ونيكولا أنغيلارا، الذي توفي في 1406 و 1408
- أعيد بناء كنيسة سان جيوفاني (كاتدرائية كابرانيكا) في شكلها الحالي في 1800-1840 لكنها احتفظت بقبتها التي تعود إلى القرن السادس عشر وبرج الجرس الأصلي الذي يعود إلى القرن الثالث عشر
- كنيسة سان روكو (القرن الخامس عشر) وتضم الآن متحف الأخوة
- كنيسة سانتا ماريا (كنيسة القديسة ماري) التي صممها المهندس المعماري فيرجينيو فيسبيناني عام 1867. وهي موطن للعديد من اللوحات: المنقذ البينديكتوري (القرن الثاني عشر والثالث عشر)؛ لوحة ثلاثية تصور القديس تيرينتيان وسانت روش وسانت سيباستيان (القرن 15-16)؛ وتمثال مادونا ديلي غراتسي (1808)؛
- قصر أكورامبوني (القرن السابع عشر)، الآن مقر الإدارة المحلية؛
- قلعة أنغيلارا توريوني مع بوابة جسر الساعة
- بنيت كنيسة مادونا ديل بيانو (مادونا من الكنيسة السهلة) في 1559-1587، وتعزى واجهتها الرائعة إلى جياكومو باروزي دا فيجنولا، مؤلف كتاب الطلبيات الخمس للهندسة المعمارية، وهو أكثر الكتب المعمارية نجاحًا على الإطلاق؛
- أقيمت بورتا دي سانت أنطونيو (بوابة القديس أنتوني) في القرن السابع عشر من قبل الكاردينال أنطونيو باربيريني
- قصر مونتينيرو سانسوني، أقيم في النصف الثاني من القرن الثامن عشر من قبل طبيب الطب الفرنسي تشارلز تييري، كمصحة للعلاج بالمياه المعدنية. قام تيري بتحليل خصائص المياه المعدنية في كابرانيكا وفي عام 1766 نشر عمله تحت عنوان Les Eaux Minerales de Capranica.